# Beloozerói fejedelmek listája
A Beloozerói Fejedelemséget 1238-ban választották le a Rosztovi Fejedelemségről. Uralkodója (knyaz) egy Rurikida családtag volt. A mai Oroszország európai területeinek északi részén elterülő Beloozero élén közel százötven évig álltak fejedelmek.
| Uralkodó       | Uralkodott                       | Orosz név        | Megjegyzés                                           |
| -------------- | -------------------------------- | ---------------- | ---------------------------------------------------- |
| Gleb (*1237)   | fej: 1238 – †1278. december 13.  | Глеб Василькович |                                                      |
| Mihály (*1263) | fej: 1278 – †1293                | Михаил Глебович  | Gleb fia. Dmitrij rosztovi fejedelemnek alárendelve. |
| I. Fjodor      | fej: 1293 – †1314                | Фёдор Михайлович | Mihály fia.                                          |
| Roman          | fej: 1314 – †1339                | Роман Михайлович | Mihály fia.                                          |
| II. Fjodor     | fej: 1339 – †1380. szeptember 8. | Фёдор Романович  | Roman fia. Kulikovo mezején halt meg.                |
| György         | fej: 1380 – †1389                | Юрий Васильевич  | II. Fjodor unokaöccse.                               |

A Beloozerói Fejedelemséget ezután megszerezték Moszkva nagyfejedelmei.

## Fordítás
- Ez a szócikk részben vagy egészben  a(z)   Белозерские князья című orosz Wikipédia-szócikk fordításán alapul.  Az eredeti cikk szerkesztőit annak laptörténete sorolja fel. Ez a jelzés csupán a megfogalmazás eredetét és a szerzői jogokat jelzi, nem szolgál a cikkben szereplő információk forrásmegjelöléseként.